# 74 a.C.
Il 74 a.C. (LXXIV a.C. in numeri romani) è un anno  del I secolo a.C.

## Eventi
- Mitridate VI invade la Cappadocia e la Bitinia (dopo essersi alleato con il re d'Armenia, Tigrane II), regioni poste sotto il protettorato romano, scatenando la Terza guerra mitridatica. Inizialmente fu mandato a combattere Licinio Lucullo, il quale però era inviso ai cavalieri (appartenenti al ceto contro cui Lucullo aveva emesso alcuni editti in Asia). Per questo nel 66 a.C. il comando passò a Pompeo, il quale in tre anni sconfisse definitivamente Mitridate VI.[1]
- Muore re Nicomede IV di Bitinia che lascia il regno in eredità a Roma. La Bitinia diventa Provincia romana.

## Nati
- Atenodoro Cananita, storico romano († 7)
- Giunia Seconda, romana
- Gaio Cassio Parmense, scrittore romano († 31 a.C.)
- Quinto Elio Tuberone, giurista, scrittore e politico romano

## Morti
- Gaio Aurelio Cotta, politico e oratore romano
- Nicomede IV, re (n. 134 a.C.)
- Lucio Elio Stilone Preconino, scrittore e grammatico romano (n. 154 a.C.)